# Fiachna IV mac Áeda Róin
Fiachna IV Dubdroichech („od Czarnych Mostów”) lub Fiachna IV mac Áeda Róin (zm. 789 r.) – król Ulaidu (Ulsteru) z dynastii Dál Fiatach od 750 r. do swej śmierci, syn króla Ulaidu Áeda II Róina, brat i następca Bressala III mac Áeda (zm. 750 r.).
Między Dál nAraidi a Dál Fiatach od wielu lat trwała walka o zwierzchnictwo nad Ulaidem. W 749 r. udało się rodzinie zagarnąć tron po Cathussachu mac Ailella z Dál nAraidi, zabitym w Ráith Beithech (Rathveagh, ob. hr. Antrim). Władzę objął Bressal III mac Áeda. Księga z Leinsteru prawidłowo podała jeden rok jego rządów nad Ulaidem, zaś źle umieściła go na swej liście królów (str. 193). Bressal powinien być po Cathassachu, a nie po swym ojcu Áedzie II. Został zabity w 750 r. w Dun Celtchair („Twierdza Celtchara”, w pobliżu Downpatrick w hr. Down). Po jego śmierci władza przeszła na Fiachnę IV.
Fiachnae przywrócił majątki Dál Fiatach podczas swego długiego panowania. W 759 r. był zaangażowany w spór wśród duchownych Armagh. Fiachna poparł opata Fer-dá-Chrícha przeciw duchownemu Airechtachowi, który miał poparcie członka rodu Uí Néill, Dúngala mac Amalgado z Bregi. Fiachna pokonał ich w bitwie pod Emain Macha, blisko Armagh. Dúngal i jego sprzymierzeniec Donn Bó mac Con Brettan, król Fir Rois, polegli. W 761 r. Fiachna pokonał Uí Echach Coba (linia rodu Dál nAraidi w zachodniej części hr. Down) w bitwie pod Áth Dumai, gdzie ich król Ailill, syn Fedelmida, poległ.
W królestwie Dál nAraidi dochodziło do niszczących wojen domowych w 776 i 783 r. W 776 r. Fiachna udzielił, w osobie swego syna Eochaida, poparcia pretendentowi Tommaltachowi mac Indrechtaig. Ci pokonali i zabili króla Cináeda I Ciarrge’a i jego sprzymierzeńca Dúngala, króla Uí Tuirtri (plemię Airgialla na zachód od jeziora Lough Neagh) w bitwie pod Drong.
Potęga Fiachny była taka, że arcykról Donnchad I Midi (zm. 797 r.) spotkał się z nim w Inis na Ríg we wschodnim regionie Brega. Jednak wzajemne niedowierzanie przeszkodziło Fiachnie od zejścia na ląd, a Donnchadowi od wejścia w morze, by się spotkać. Prawdopodobnie celem spotkania było ustalenie strefy wpływów. Donnchad chciał zapewne przyłączyć do swojej strefy Uí Echach Coba i Airthir oraz pogranicze Conailli Muirtheimne (w ob. hr. Louth).
Ekspansja Dál Fiatach na północ do brzegów jeziora Lough Neagh zaczęła się za jego panowania, doprowadzają do przecięcia Dál nAraidi od ich krewnych Uí Echach Coba na południu. Fiachna patronował Bangorowi, tradycyjnemu klasztorowi Dál nAraidi. Postanowił zamienić Downpatrick w królewski klasztor (inna wersja przypisuje tę czynność jego ojcu). Fiachna był tym, który zbudował most Fearsad (w osadzie Murlough w pobliżu Newcastle, hr. Down), kanał odpływowy, most Moin Daim i wiele innych obiektów. Z tego powodu nazywał się "Fiachna od Czarnych Mostów". Zmarł w 789 r. Tron Ulsteru przeszedł na Tommaltacha mac Indrechtaig z Dál nAraidi.

## Potomstwo
Fiachna jest przodkiem klanu Fiachach w Downpatrick. Pozostawił po sobie sześciu synów:
- Eochaid VI mac Fíachnai (zm. 810 r.), król Ulsteru; przodek Klanu Eachach z Ulaidu
- Cairell II mac Fíachnai (zm. 819 r.), król Ulsteru; przodek Uí Chairill z Downpatrick
- Bécc, przodek Klanu Laisrine, a przez swego syna, Klanu Cearnaig
- Loigsech (zm. 800 r.), opat w Downpatrick; przodek Klanu Condmaig z Downpatrick
- Blathmac, przodek ludu Dorn (zapewne zachodnie wybrzeże jeziora Lough Straugford w pobliżu Scatrick)
- Conchobar, zmarł bezpotomnie